# Alpe Cermis
L'Alpe Cermìs è una montagna delle Alpi, appartenente alla catena dei Lagorai, nel comune di Cavalese, in Val di Fiemme (Trentino), nota sia per il turismo invernale che estivo. Il comprensorio sciistico fa parte del consorzio Val di Fiemme-Obereggen che a sua volta fa parte del più vasto Dolomiti Superski. La cima più alta è il Monte Paiòn, con i suoi 2 226 m. s.l.m..

## Storia
Fino al 1998 l'Alpe Cermis era collegata al paese di Cavalese mediante una classica funivia bifune divisa in due tronchi distinti. Il primo di questi - che partiva dall'immediata periferia dell'abitato da un promontorio a picco sulla valle di Fiemme e, attraversandola interamente, raggiungeva la mezza costa - è tristemente famoso per due dei più gravi incidenti che abbiano coinvolto un impianto a fune.
Dopo il secondo disastro, le due funivie furono sostituite da tre cabinovie monofune ad ammorsamento automatico a 8 posti. Il primo tratto collega Cavalese con la prima stazione, situata sul fondovalle a 850 m s.l.m. Il secondo collega tale stazione con la località Doss dei Làresi a quota 1 280 m., da dove parte il terzo tratto che raggiunge l'Alpe Cermis. Il nuovo progetto fu avviato con lo scopo di aumentare la portata dell'impianto e contemporaneamente di ridurre i rischi di incidenti.

### Gli incidenti
- Il 9 marzo 1976, 42 persone, di cui ben 15 bambini, persero la vita in una delle due cabine della funivia inferiore. A seguito dell'accavallamento delle funi e di una successiva manovra non autorizzata, la portante si spezzò fra la stazione a valle e il primo pilone di sostegno causando la caduta della vettura da un'altezza considerevole sopra la frazione di Maso Teta. Unica sopravvissuta fu una ragazza di 14 anni, Alessandra Piovesana, scomparsa per cause naturali nel 2009[1].

- Il 3 febbraio 1998, un velivolo EA-6B del VMAQ-2 del Corpo dei Marines degli USA - impegnato nella missione "EASY 01", passando a bassa quota lungo la valle e a velocità troppo elevata colpì con la coda le funi lato est tranciandole, facendo quindi precipitare ed uccidendo, quasi nello stesso punto di 22 anni prima, la cabina con a bordo 19 passeggeri ed il manovratore.

- Il 4 gennaio 2013, una motoslitta con rimorchio si è ribaltata ad alta velocità lungo la pista 'nera' «Olimpia 2», chiusa al transito in quelle ore notturne, sbalzando fuori gli otto passeggeri. Le sei vittime, quattro uomini e due donne, di nazionalità russa e i due feriti gravissimi sono precipitati in un dirupo profondo 100 metri, oltre la rete di recinzione.

## Turismo invernale
L'attuale stazione sciistica dell'Alpe Cermìs si avvale di 3 moderne telecabine ad ammorsamento automatico e 3 moderne seggiovie, sempre ad ammorsamento automatico. È dotata inoltre di due campi scuola per principianti, uno servito da un tapis roulant e l’altro da una sciovia. Lo sviluppo delle piste è di circa 25 km, interamente coperto da un impianto per l'innevamento programmato.
Il fiore all'occhiello del comprensorio è l'insieme delle piste Olimpia 1, 2 e 3 che, partendo dalla vetta, portano fino in fondovalle a quota 850 m s.l.m.. La lunghezza complessiva di questi tracciati sequenziali è di circa 7,5 km, per un dislivello ininterrotto di circa 1400 metri, attualmente il maggiore in Trentino per una pista da sci.

## Turismo estivo
Sebbene nota soprattutto per il turismo invernale, l'Alpe Cermis è frequentata anche d'estate, grazie all'offerta di percorsi escursionistici nella vicina catena del Lagorai. Sul monte Paion è inoltre possibile praticare il parapendio.